# 1964년 12월 베트남 공화국 쿠데타
1964년 12월 베트남 공화국 쿠데타는 1964년 12월 19일, 국가고급위원회의 의장 즈엉반민을 상대로한 베트남 공화국군 소속 군인들의 쿠데타이다.